# Stephanopis angulata
Stephanopis angulata är en spindelart som beskrevs av William Joseph Rainbow 1899. Stephanopis angulata ingår i släktet Stephanopis och familjen krabbspindlar. Inga underarter finns listade i Catalogue of Life.